# Tia Clayton
Tia Clayton (17 agosto 2004) è una velocista giamaicana.

## Biografia
Ha una sorella gemella, Tina, anch'essa velocista.

## Record nazionali
Juniores
- Staffetta 4x100 m: 42"59 ( Cali 5 agosto 2022)

## Progressione

### 100 metri piani
| Stagione | Misura | Luogo        | Data      | Rank. Mond. |
| -------- | ------ | ------------ | --------- | ----------- |
| 2024     | 10"86  | Kingston     | 28-6-2024 |             |
| 2023     | 11"23  | Vicenza      | 8-8-2023  |             |
| 2022     | 11"25  | Kingston     | 11-6-2022 |             |
| 2021     | 11"60  | Spanish Town | 21-4-2021 |             |
| 2020     | 11"29  | Spanish Town | 19-2-2020 |             |
| 2019     | 11"37  | Spanish Town | 26-2-2019 |             |
| 2018     | 11"56  | Kingston     | 23-3-2018 |             |
| 2017     | 12"28  | Kingston     | 31-3-2017 |             |

## Palmarès
| Anno | Manifestazione  | Sede      | Evento      | Risultato     | Prestazione | Note                                  |
| ---- | --------------- | --------- | ----------- | ------------- | ----------- | ------------------------------------- |
| 2021 | Mondiali U20    | Nairobi   | 4x100 m     | Oro           | 42"94       | Miglior prestazione mondiale under 20 |
| 2022 | Mondiali U20    | Cali      | 4x100 m     | Oro           | 42"59       | Miglior prestazione mondiale under 20 |
| 2024 | World Relays    | Nassau    | 4x100 m     | Rip. olimpico | 42"74       |                                       |
| 2024 | Giochi olimpici | Parigi    | 100 m piani | 7ª            | 11"04       | [ 1 ] [ 2 ]                           |
| 2024 | Giochi olimpici | Parigi    | 4x100 m     | 5ª            | 42"29       | [ 3 ]                                 |
| 2025 | World Relays    | Guangzhou | 4x100 m     | Bronzo        | 42"33       |                                       |

## Campionati nazionali
2024
- Argento ai campionati giamaicani (Kingston), 100 m piani - 10"90

## Altre competizioni internazionali
2018
- Oro ai CARIFTA Games U18 ( Nassau), 4x100 m - 44"95

2022
- Argento ai CARIFTA Games U20 ( Kingston), 100 m piani - 11"30
- Oro ai CARIFTA Games U20 ( Kingston), 4x100 m - 42"58

2024
- 5ª all'Athletissima ( Losanna), 100 m piani - 11"10
- Oro al Kamila Skolimowska Memorial ( Stoccolma), 100 m piani - 10"83
- 6ª al Weltklasse Zürich ( Zurigo), 100 m piani - 11"09

2025
- Oro al Doha Diamond League ( Doha), 100 m piani - 10"92
- Argento al Kamila Skolimowska Memorial ( Chorzów), 100 m piani - 10"82